# Raiskiojärvi
Raiskiojärvi eller Raiskiojärji är en sjö i Finland. Den ligger i kommunen Birkala i landskapet Birkaland, i den södra delen av landet, 150 km nordväst om huvudstaden Helsingfors. Raiskiojärvi ligger 125 meter över havet. Arean är 2,1 hektar och strandlinjen är 0,55 kilometer lång. Sjön  ingår i Kumo älvs huvudavrinningsområde.   I omgivningarna runt Raiskiojärvi växer i huvudsak blandskog.